# Partit Croat dels Drets (Bòsnia i Hercegovina)
El Partit Croat dels Drets (croat Hrvatska Stranka Prava BiH) és un partit polític de Bòsnia i Hercegovina, creat com a secció bosniana del Partit Croat dels Drets, seguidors de les idees d'Ante Starčević. El 1992 un dels seus caps Blaž Kraljević va organitzar les Forces Croates de Defensa (HOS) que lluitaren durant la Guerra de Bòsnia en defensa de la República Croata d'Herceg-Bòsnia. El 1996 va revifar amb el compromís de modificar els acords de Dayton i la divisió de Bòsnia en territoris federats. El seu president és Zvonko Jurišić.
A les eleccions generals de Bòsnia i Hercegovina de 2002 no va obtenir representació a la Cambra de Representants de Bòsnia i Hercegovina i només 1 escó a la Cambra de Representants de la Federació de Bòsnia i Hercegovina. A les eleccions generals de Bòsnia i Hercegovina de 2006 es presentà en coalició amb la Nova Iniciativa Croata i tampoc va obtenir representació a la Cambra de Representants de Bòsnia i Hercegovina, només va obtenir 1 escó a la Cambra de Representants de la Federació de Bòsnia i Hercegovina, 2 representants a l'assemblea del Cantó de Posavina, 2 a la del Cantó de Bòsnia Central, 2 a la del cantó d'Hercegovina-Neretva, 4 a la del cantó d'Hercegovina Occidental i 4 a la del Cantó 10.